# Berkowiza-Gletscher
Der Berkowiza-Gletscher (bulgarisch ледник Берковица lednik Berkowiza) ist ein Gletscher auf der Livingston-Insel im Archipel der Südlichen Shetlandinseln. Er fließt von den Südosthängen der Oryahovo Heights und den Nordwesthängen des Snow Peak in nordöstlicher Richtung zur Prisoe Cove, die er zwischen dem Avitohol Point und dem Remetalk Point erreicht.
Die bulgarische Kommission für Antarktische Geographische Namen benannte ihn 2005 nach der Stadt Berkowiza im Westen Bulgariens.